# Wooden Joe Nicholas
Wooden Joe Nicholas (New Orleans, 23 september 1883 - 17 november 1957) was een Amerikaanse trompettist, kornettist en klarinettist, die actief was in de vroege New Orleans-jazzscene.
Nicholas, een oom van Albert Nicholas, begon op de klarinet, later werd dat zijn bij-instrument. Hij speelde bij de Four Hot Hounds van Richard M. Jones. In 1915 begon hij kornet te spelen, toen hij als muzikant bij King Oliver werkte en deze de kornet niet langer wilde spelen. Nicholas bracht bijna zijn gehele leven door in New Orleans, waar hij in talloze brassbands en marchingbands speelde. Bij de straatbands kwam hij met zijn grote volume en uithoudingsvermogen goed uit de verf. Ook was hij, in 1918, de oprichter van een eigen band, de Camelia Brass Band. Tijdens de jaren van de Grote Depressie gaf hij les en trad hij niet zovel op. Zijn eerste plaatopnamen kwamen pas na 1945, toen hij voor het eerst opnam, met de Original Creole Stompers. In 1949 nam hij onder eigen naam op, met Louis Nelson Deslile (bijnaam 'Big Eye'), ook speelde hij mee op een plaat van Raymond Burke.

## Discografie
- Joseph (Wooden Joe) Nicholas, American Recordings, 1951
- At Artesian Hall with Wooden Joe, American Recordings, 1951
- Rare and Unissued Masters 1945-1949, American Music Records, 2013